# Putnam's Magazine
Putnam's Magazine fue una revista mensual editada en la ciudad estadounidense de Nueva York entre 1853 y 1910.

## Historia
Publicada en Nueva York entre 1853 y 1910, su fundador fue George Palmer Putman. Surgió como una respuesta a la aparición tres años antes de otra revista, Harper's Monthly Magazine. La primera época de la publicación finalizó en 1857, por una serie de dificultades económicas, aunque existirían todavía una segunda época entre 1868 y 1879 y una tercera entre 1906 y 1910. En Putnam's Magazine aparecieron publicados diversos relatos de Herman Melville, entre ellos «Bartleby, el escribiente», de forma anónima, en 1953, Benito Cereno, Las Encantadas o I and My Chimney, entre otras. Alcanzó tiradas de hasta 35 000 ejemplares. En sus páginas se dio prioridad a la literatura estadounidense.